# Mutafukaz
«Мазафакер» (англ. Mutafukaz, яп. ムタフカズ -MUTAFUKAZ-) — французско-японский полнометражный мультфильм 2017 года, основанный на одноимённом французском комиксе Гийома Ренара. Создан совместно французской студией Ankama Animations и японской Studio 4°C. В некоторых местах шёл под названием MFKZ.

## Сюжет
Девушка с младенцем на руках убегает через подворотни от неких людей в чёрных костюмах. Прежде чем преследователи её настигают, ей удаётся спрятать своего ребёнка в мусорном контейнере. Люди в костюмах загоняют её в ловушку и убивают.
Проходит много лет. Этот ребёнок уже взрослый молодой человек по имени Анджелино. Он живёт в захудалой квартире в Новой Калифорнии, вместе со своим другом Винцем и бесчисленными «домашними» тараканами. Анджелино работает доставщиком пиццы и однажды, отвлёкшись на красивую девушку, попадает под грузовик. После этого происшествия с ним начинают происходить странные вещи. Он начинает видеть, что некоторые люди имеют необычные тени со щупальцами. Болтаясь по городу с Винцем и ещё одним своим приятелем Вилли, Анджелино обращает внимание, что за ними следят какие-то люди в чёрных костюмах. Вечером же на квартиру Анджелино и Винца вообще нападает полицейский спецназ. Друзья предполагают, что их с кем-то перепутали, но решают на некоторое время спрятаться в гетто, где живёт Вилли. Однако там также не безопасно. На районе идёт война между «пурпурной» и «зелёной» бандами. Люди в чёрных костюмах в поисках Анджелино приезжают и в гетто, но попадают в эпицентр уличной войны.
Анджелино и Винц отправляются перекусить в свою любимую мексиканскую забегаловку, где встречают девушку по имени Луна. Девушка как будто сочувствует им, но на деле оказывается связана с людьми в чёрных костюмах. Эти таинственные люди берут Анджелино и Винца в плен. Теперь Анджелино наконец узнаёт в чём дело. На Землю уже давно прибыли инопланетяне. Они могут принимать человеческий облик и уже проникли в различные сферы человеческого общества, вплоть до правительства. Анджелино же полукровка. Его отец был инопланетянином, а мать землянкой. Теперь он должен принять свою инопланетную сущность и убить Винца, чтобы отречься от своего земного прошлого, либо его убьют самого. Девушка Луна также полукровка, она дочь Мистера Кея, лидера инопланетян.
Тараканы, жившие в квартире Анджелино, покидают жилище и отправляются на поиски своего хозяина. Такое странное поведение целой стаи тараканов показывают в новостях. Этот репортаж смотрят борцы-лучадоры, один из которых ранее видел кровавый знак в виде таракана на своём полотенце. Лучадоры воспринимают такое аномальное поведение тараканов как знамение и следуют за ними. Они прибывают в то место, где инопланетяне удерживают Анджелино и Винца, и освобождают их, а заодно спасают находившегося там учёного. Все вместе они прячутся в пустыне, где под руководством учёного строят ракету. Она будет нужна, чтобы устроить похолодание, так как инопланетяне не переносят холод.
Анджелино и Винц сбегают оттуда и решают спрятаться от всей этой истории где-нибудь в Мексике. Они звонят Вилли, чтобы сообщить ему об этом, но оказывается, что тот попал в беду. Друзьям приходится отправляться в гетто, чтобы спасать его. В это время учёный и лучадоры запускают ракету, которая вызывает дождь, а затем холод и снег. Инопланетяне, поражённые холодом, падают замертво. Анджелино же хотя и полукровка, но холод начинает влиять и на него. Его спасает и возвращает к жизни поцелуй Луны. Тем временем в гетто, чтобы убить Анджелино, прибывает Брюс. Он человек, но работает на инопланетян и хочет всё же завершить начатое ими дело. Анджелино может использовать против него свои инопланетные силы, но намеренно отказывается прибегать к ним. В конечном итоге Анджелино спасают члены уличных банд, которые убивают Брюса. Луна же бесследно исчезает.

## Роли озвучивали
- Орельсан — Анджелино
- Гринж[фр.] — Винц
- Redouanne Harjane[фр.] — Вилли
- Феодор Аткин — Мистер Кей
- Келли Марот — Луна
- Жюльен Крамер — Брюс / Эль Дьябло
- Эммануэль Карсен — Крокодил

## Создание и выпуск
Французский иллюстратор Гийом Ренар, работающий под псевдонимом «Run», начал рисовать свой комикс Mutafukaz в конце 90-х годов, ещё будучи студентом. Постепенно он стал осваивать флэш-анимацию и сделал несколько анимированных сцен, которые опубликовал в интернете. Затем со своим приятелем, разбирающемся в 3D, в 2002 году создал небольшой 7-минутный мультфильм Mutafukaz: Operation Blackhead, который в следующем году был показан на кинофестивале «Сандэнс». Гийом Ренар продолжил рисовать комикс «Мазафакер», первый том которого смог опубликовать только в 2006 году. В 2015 году был выпущен последний том. В 2017 году вышел спин-офф Mutafukaz' Puta Madre.
Работа над сценарием полнометражного мультфильма началась в 2007 году. Официально о работе над мультфильмом было объявлено в 2011 году. Первый тизер появился 22 июня 2015 года, тогда же стала известна и дата выхода: 2017 год. Мультфильм создавался совместно французской студией Ankama Animations и японской Studio 4°C. Главных героев озвучили французские рэп-музыканты Орельсан и Гринж, а также комик Redouanne Harjane. Композитором мультфильма стал французский музыкант The Toxic Avenger.
Мировая премьера мультфильма состоялась 13 июня 2017 года на Международном фестивале анимационных фильмов в Анси. В прокат во Франции мультфильм вышел 23 мая 2018 года, в Японии — 12 октября, в США — 11 октября. Для английского дубляжа также были приглашены звёзды: Винс Стейплс (Винц), Джанкарло Эспозито (Мистер Кей), Дэша Поланко (Луна), Дэнни Трехо (Брюс), Майкл Чиклис (Крокодил), RZA (Шекспир).

## Рецензии
Как во Франции, так и в Соединённых Штатах мультфильм получил смешанные отзывы. Средняя оценка на французском AlloCiné 3,3 балла из 5 на основе 21 рецензии. На сайте Rotten Tomatoes рейтинг «свежести» фильма 41 % на основе 17 рецензии. На сайте Metacritic у фильма 48 баллов из 100 на основе мнения 6 критиков.
Тем не менее критики, даже те, которым мультфильм не понравился, выделяют его графическую сторону, а именно прорисовку фонов и внимание к мелким деталям. В плане истории и стиля многие отмечают сходство с фильмом «Чужие среди нас» (1988) Джона Карпентера, с одним из прошлых аниме студии Studio 4°C «Железобетон» (2006) и с игрой Grand Theft Auto: San Andreas. Американские рецензенты также предупреждают, что американскому зрителю мультфильм может показаться расистским.